# Sàtir
|  | Aquest article tracta sobre éssers mitològics. Vegeu-ne altres significats a «Sàtir (desambiguació)». |

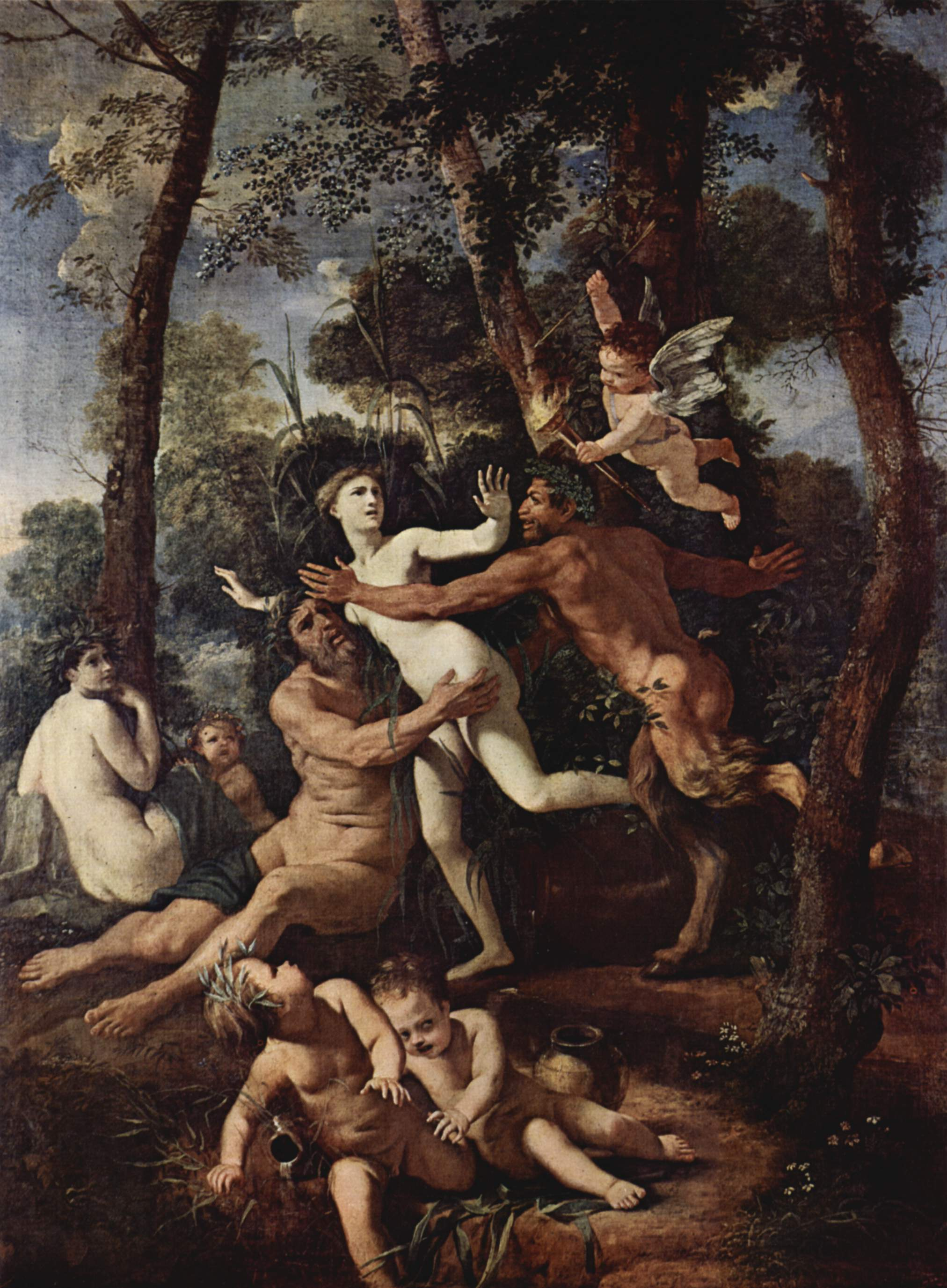
Pan i Siringa

En la mitologia grega, els sàtirs (en grec antic Σάτυροι) eren divinitats dels boscos i de les muntanyes. Encarnaven la força vital de la natura. Els noms dels sàtirs més coneguts són Silè, Maró, Leneu, Astreu i Màrsias.
Solien acompanyar el déu Dionís, les nimfes orèades i les mènades o nàiades, i participaven en totes les seves festes ballant, fent música i bevent. Les nimfes i sàtirs encarnaven la força de la naturalesa, la fertilitat i el creixement dels dons de Ceres i Dionís.

## Descripció
Normalment, són imaginats com homes amb potes de cabra, orelles punxegudes, banyes i una llarga cua.

## Origen del teatre a Europa
A la cultura europea i occidental, alguns orígens de les arts escèniques són els diferents rituals socials que s'han anat fent, com els passos d'etapes de vida (naixements, pas a l'adolescència, casament, funeral, etc.) religiosos i pagans, celebracions de les collites, solsticis, etc. A l'antiga Grècia una de les festes més populars era la celebració de la verema, que incloïa una rua d'homes joves cantants i ballarins que portaven les millors vinyes en ofrena al déu Dionís. Aquests joves interpretaven sàtirs i eren nomenats així. Amb el temps, van esdevenir el cor del teatre grec, i el que més hi destacava va ser el corifeu o director del cor.

## Sàtirs, faunes i silens
També se'ls coneix amb el nom de silens (encara que aquests eren només una classe de sàtirs, els sàtirs majors; per contra dels sàtirs menors o simplement sàtirs). Els romans els van identificar amb els faunes. També estan relacionats amb Pan.